# Арли (национальный парк)
Национальный парк Арли (фр. Parc Nacional d'Arly) — национальный парк в Буркина-Фасо.

## Общие сведения
Национальный парк Арли находится на юго-востоке Буркина-Фасо, на территории её Восточной области, к юго-востоку от города Диапага. На западе с Арли граничит другой буркинийский природный резерват — Резерв партиель де Пама. На юге Арли доходит до реки Пенджари, на южном берегу которой лежит бенинский Национальный парк Пенджари. Площадь, занимаемая парком Арли, составляет 76 000 гектаров (760 км²); он находится на высотах от 100 до 500 метров над уровнем моря.
В парке Арли обитают многочисленные виды африканской фауны — слоны (не менее 200), львы (не менее 100), леопарды, буйволы, бегемоты (не менее 200), крокодилы, бородавочники, питоны, нильские вараны, разновидности обезьян и антилоп.
Уровень атмосферных осадков составляет 1000 мм в год. Типичным природным ландшафтом Арли являются саванны — от травянистых до лесных. Встречаются здесь также практически исчезнувшие на территории Буркина-Фасо тугайные леса.

## Галерея

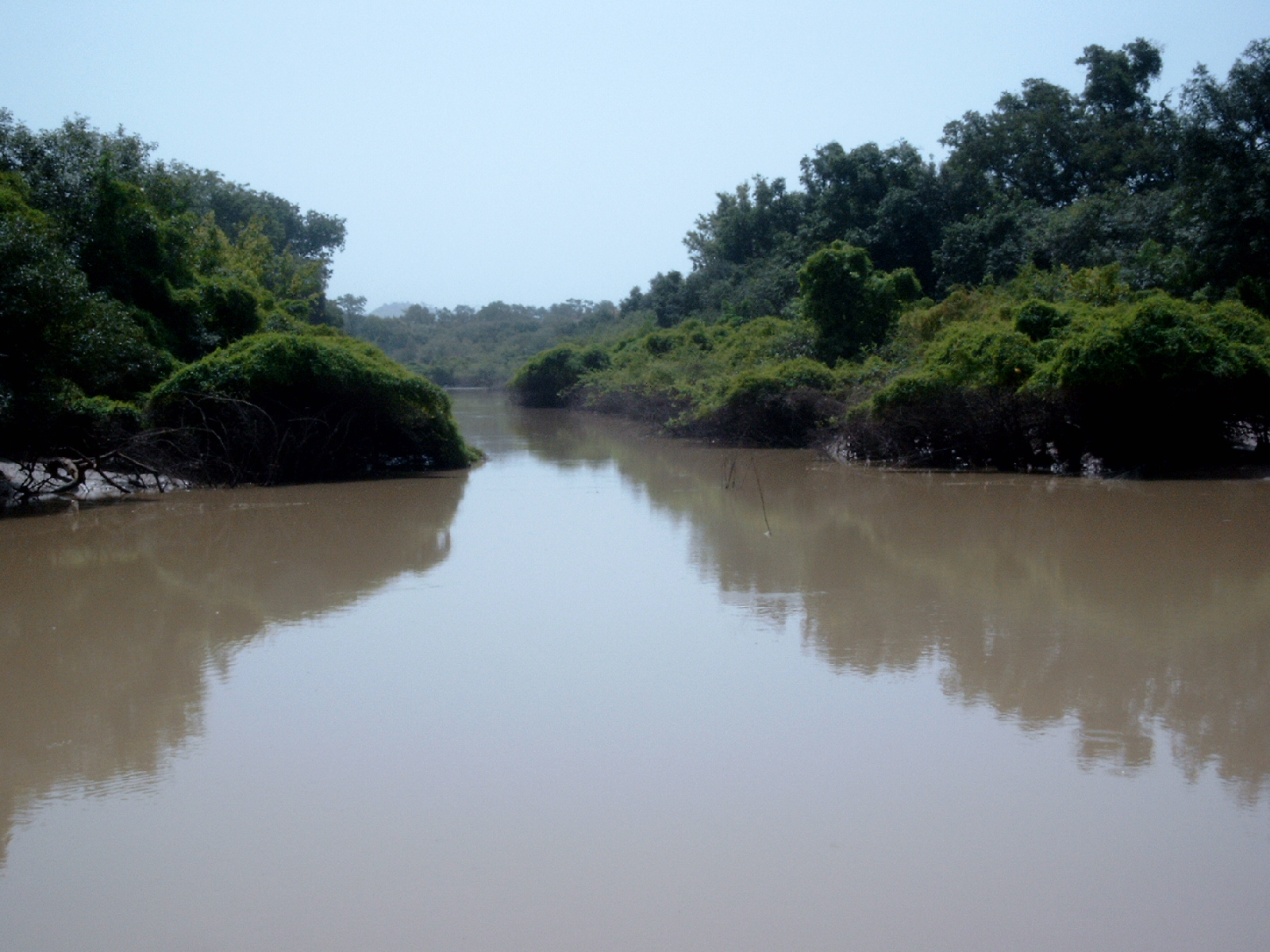
Вид на реку Арли
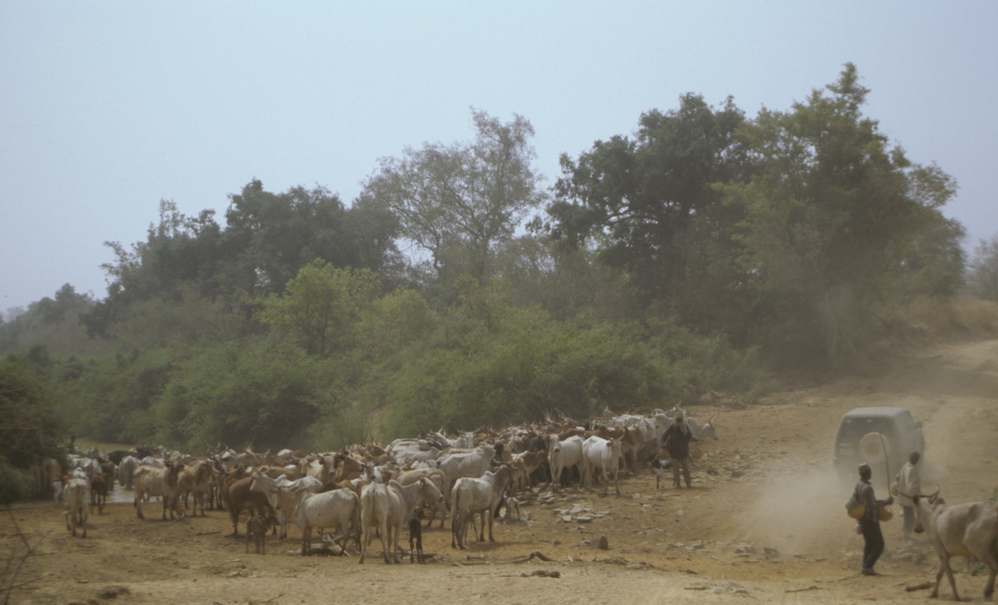
Стада в Арли
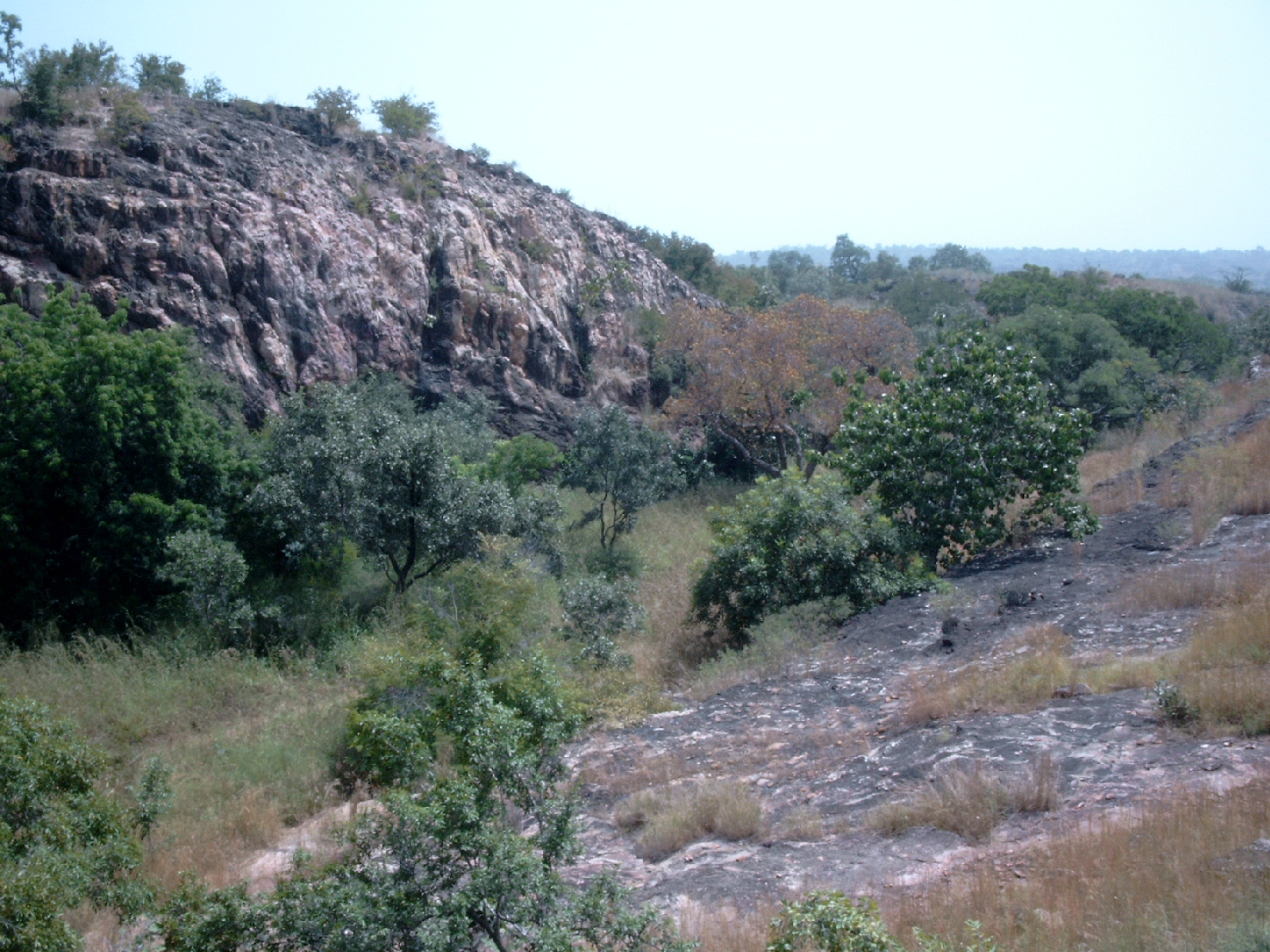
Предгорье Гобнангу в Арли